# Bnot Ja'akov
Bnot Ja'akov neboli Most Bnot Ja'akov (hebrejsky: גשר בנות יעקב, Gešer Bnot Ja'akov, doslova „Most Ja'akovových [Jakubových] dcer“, arabsky: ,جسر بنات يعقوب, Džisr Banát J‘aqúb) je most přes řeku Jordán mezi Izraelem a Golanskými výšinami.
Nachází se na řece Jordán, cca 13 kilometrů od severního břehu Galilejského jezera. Přes most prochází dálnice číslo 91, která vede z údolí řeky Jordán do centrální části Golanských výšin. Necelý 1 kilometr severozápadně od mostu leží vesnice Gadot.

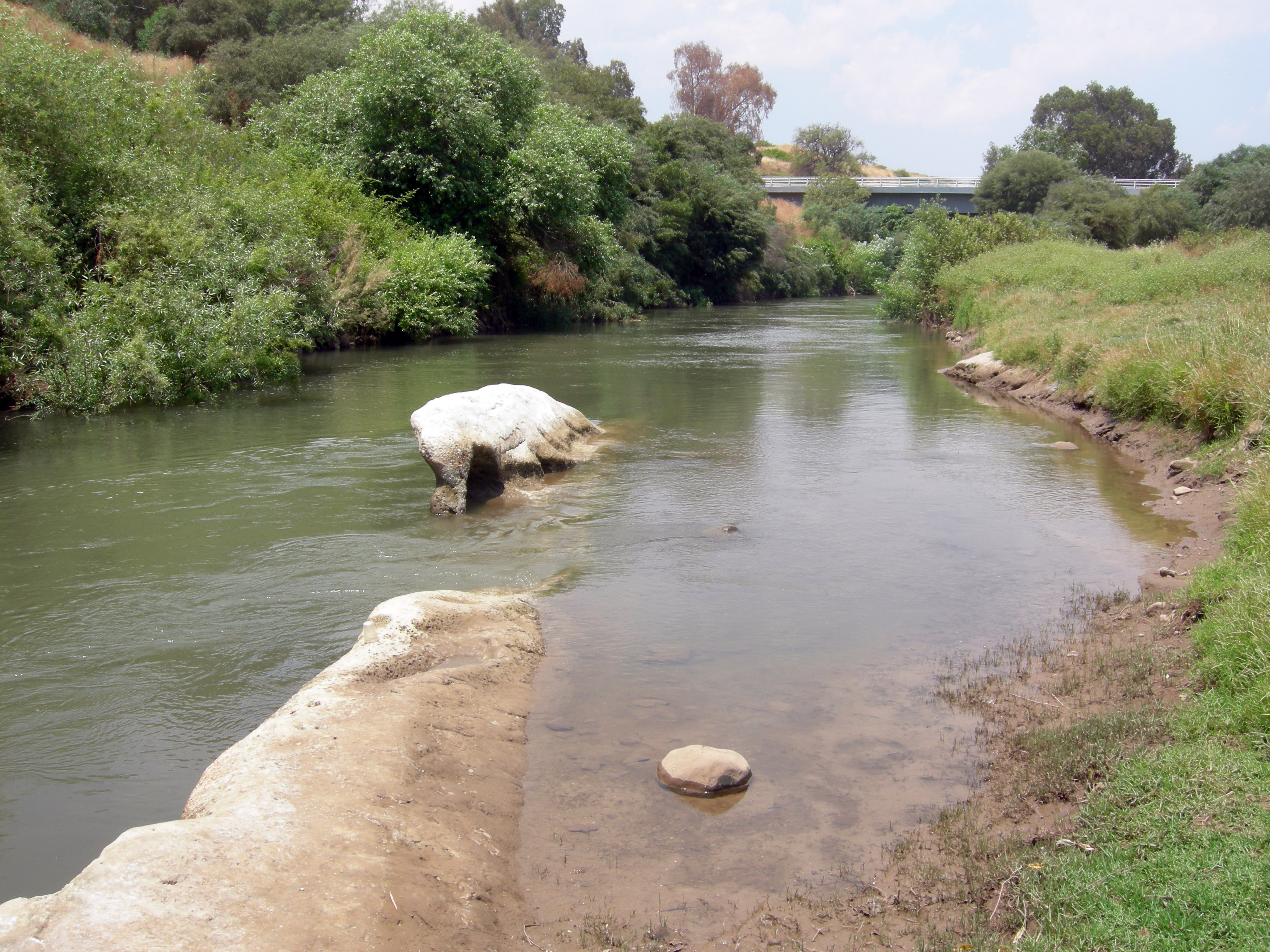
Řeka Jordán, v pozadí most Bnot Ja'akov

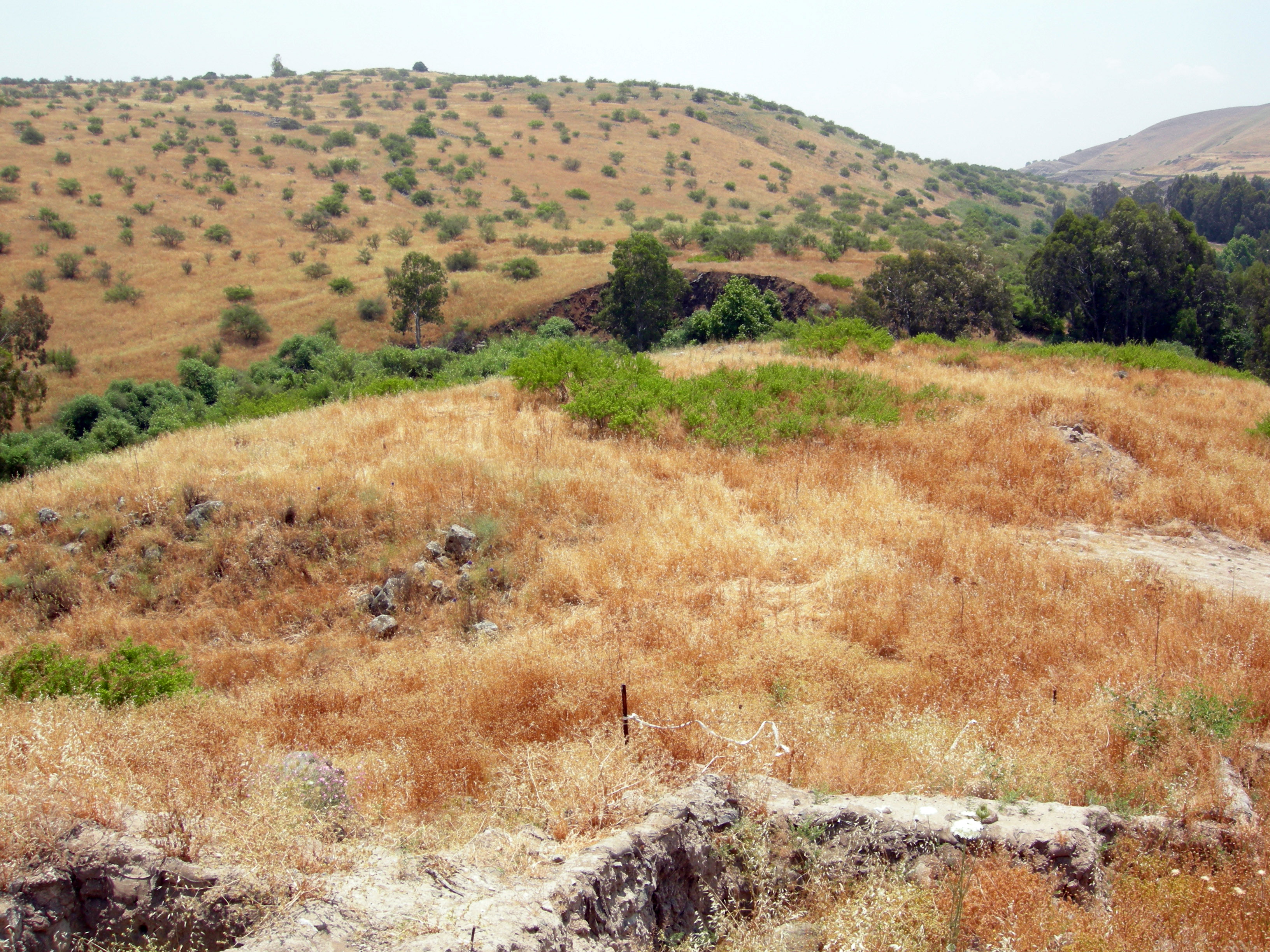
Místo bitvy mezi křižáky a muslimy u mostu Bnot Ja'akov

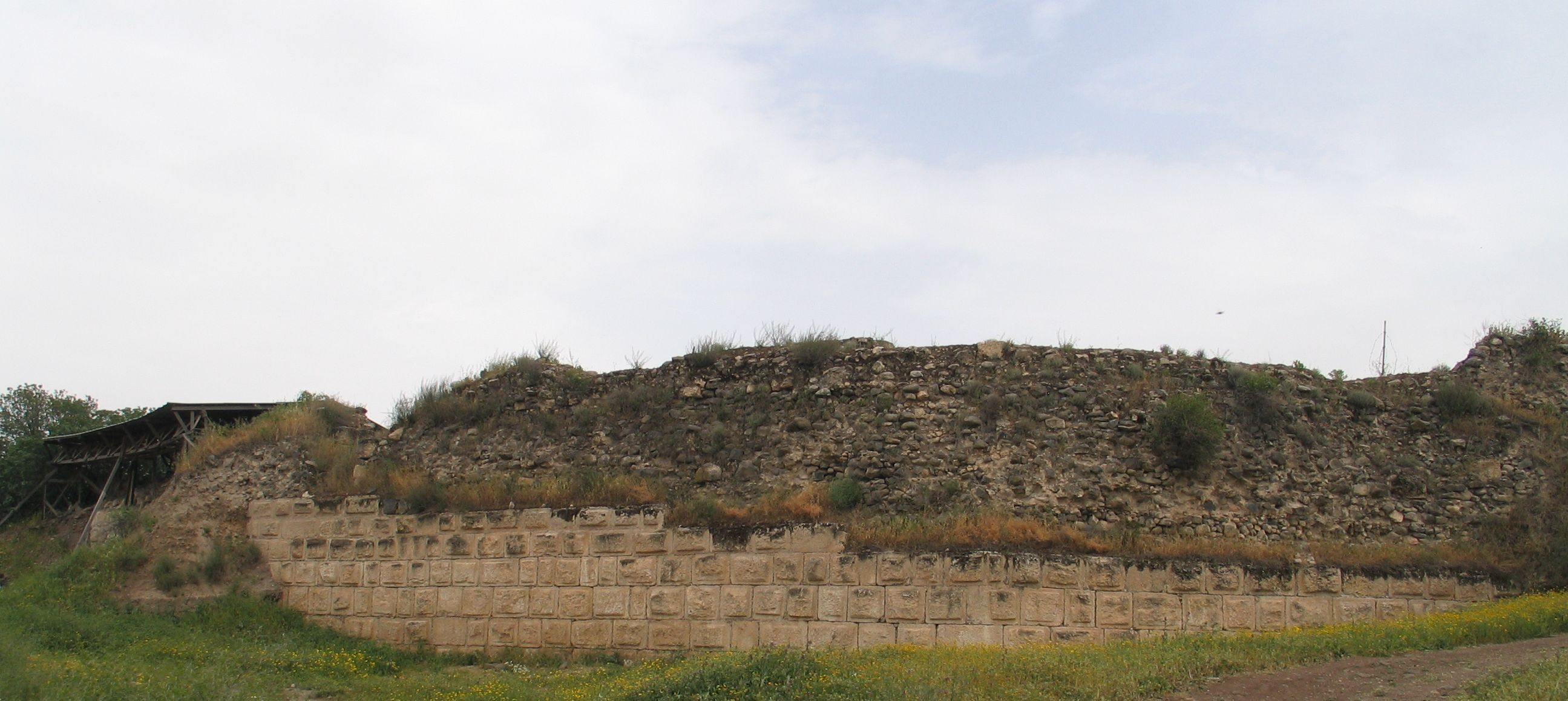
Ruiny křižácké pevnosti Chastelet u mostu Bnot Ja'akov

Jméno mostu je pravděpodobně odvozeno od nedalekého ženského kláštera nazvaného Ja'akov, který vybíral poplatky za přejezd přes Jordán a není tedy odvozeno od dcer jakéhosi Ja'akova, o nichž se historické prameny nezmiňují. Podle biblické tradice mělo být toto místo, kde praotec Jákob překročil Jordán na cestě do země izraelské, viz Kniha Genesis 32,11: „Nejsem hoden veškerého tvého milosrdenství a vší tvé věrnosti, které jsi svému služebníku prokázal. Tento Jordán jsem překročil s holí, a teď mám dva tábory“
Jde o historický přejezd Jordánu. Už v dobách starověkého Říma tu stávalo přemostění. V dobách křižáckých výprav v roce 1179 se v této lokalitě odehrála bitva mezi křižáky, kteří zde poblíž mostu ovládali pevnost Chastelet, a muslimy. V roce 1799 tudy přešla během svého blízkovýchodního tažení Napoleonova vojska. Roku 1918 byl most poničen během britského tažení proti Osmanské říši. V následujícím období existence mandátní Palestiny zde byla umístěna britská vojenská posádka, která střežila tudy probíhající hranici mezi britskou mandátní Palestinou a francouzskou mandátní Sýrií. V roce 1946 byl most zničen při takzvané Noci mostů - protibritské akci židovského odboje, jejímž cílem bylo narušit dopravní spojení Palestiny s okolními státy.
Výsledkem první arabsko-izraelské války v roce 1948 bylo, že most se ocitl v blízkosti hranice mezi Izraelem a Sýrií, byť zcela na izraelské straně. Jeho dopravní význam ale byl vzhledem k absenci přeshraničních vztahů mezi oběma státy eliminován. Až po šestidenní válce v roce 1967, kdy Izrael dobyl Golanské výšiny, opět získal svou roli spojnice mezi údolím Jordánu a centrálními oblastmi Golan.
Poblíž mostu byly objeveny archeologické pozůstatky z paleolitu.